# Federazione di baseball e softball della Germania
La Federazione tedesca di baseball e softball (deu. Deutscher Baseball- und Softball-Verband) è un'organizzazione fondata nel 1950 per governare la pratica del baseball e del softball in Germania.
Organizza il campionato maschile e di softball femminile, e pone sotto la propria egida la nazionale maschile e di softball femminile.
Dal 1984, ogni anno si disputa un campionato tedesco. Il campione dell'anno 2020 è la squadra dell'Heidenheim Heideköpfe.